# 完全二分图
完全二分图是一种特殊的二分图，可以把图中的顶点分成两个集合，使得第一个集合中的所有顶点都与第二个集合中的所有顶点相连。

## 定义
完全二分图{\displaystyle G:=(V_{1}+V_{2},E)}是一个二分图，使得对于任何两个顶点{\displaystyle v_{1}\in V_{1}}和{\displaystyle v_{2}\in V_{2}}，{\displaystyle v_{1}v_{2}}都是{\displaystyle G}中的一条边。{\displaystyle \left|V_{1}\right|=m}且{\displaystyle \left|V_{2}\right|=n}的完全二分图记为{\displaystyle K_{m,n}}。

## 例子
- K1,3
- K2,3
- K3,3

## 性质

平面图不能含有子图{\displaystyle K_{3,3}}；外平面图（英语：Outerplanar graph）不能含有子图{\displaystyle K_{3,2}}（这些是必要条件而不是充分条件）。
完全二分图{\displaystyle K_{m,n}}的顶点覆盖数为{\displaystyle \min \lbrace m,n\rbrace }，边覆盖数为{\displaystyle \max \lbrace m,n\rbrace }。
完全二分图{\displaystyle K_{m,n}}具有大小为{\displaystyle \max \lbrace m,n\rbrace }的最大独立集（英语：Maximum independent set）。
- 完全二分图{\displaystyle K_{m,n}}具有大小为{\displaystyle \min \lbrace m,n\rbrace }的最大匹配（英语：Maximum cardinality matching）。
- 完全二分图{\displaystyle K_{n,n}}具有正则的n-边染色（英语：Edge coloring）。
- 完全二分图{\displaystyle K_{m,n}}有mn-1 nm-1个不同的生成树。